# Вельские вести
«Ве́льские ве́сти» — районная газета, выходящая в Вельском районе Архангельской области. Редакция расположена в районном центре — городе Вельске.

## История
Официально датой основания районной газеты «Вельские вести» длительное время считалось 14 сентября 1918 года. Однако в действительности первой уездной газетой, вышедшей в Вельском уезде 26 марта (8 апреля) 1917 года, была «Вельская народная газета». Решение об её издании было принято временным уездным комитетом, сформированным в марте 1917 года вскоре после Февральской революции. По поручению Вельского уездного земства издание газеты было взято на себя Союзом кооперативов, а первым редактором газеты стал командированный из центра эсер Николай Васильевский. Ориентирована газета была на Временное правительство.
В январе 1918 года над газетой был установлен контроль со стороны активизировавшегося Вельского уездного Совета солдатских, рабочих и крестьянских депутатов, а в марте, когда в Вельске прошёл первый уездный крестьянский съезд, «Вельская народная газета» перешла в ведение новоизбранного уездного исполкома.
В сентябре 1918 года в условиях сложной политической ситуации (наступление белых частей на Шенкурском направлении) штаб Вельско-Шенкурского района в лице политкомиссара Г. Валентинова попытался взять на себя руководство газетой, установив тем самым партийный контроль над уездной прессой. В знак протеста уездный исполком закрыл газету. Однако спустя четыре дня, 14 сентября 1918 года, газета всё-таки вышла под новой редакцией и с новым названием — «Революционный набат», начав при этом нумерацию своих выпусков заново. Это было исключительно политическим шагом, так как «Революционный набат» являлся уже органом Вельского комитета РКП(б).
В дальнейшем названия печатного органа неоднократно менялись:
- «Красный набат» (1918—1922),
- «Пахарь» (1922—1929),
- «Вельский лесоруб» (1929—1938),
- «Ленинский путь» (1938—1991),
- «Вельские вести» (с 30 ноября 1991 года).

## Собственники и руководство
Руководство редакции:
Главный редактор — Андрей Викторович Гуляев.

## Деятельность
СМИ

### Показатели деятельности
До 100 номеров в год, еженедельный тираж 4000 экз.